# Зграда зрењанинске гимназије
Зграда зрењанинске гимназије подигнута је 1846. године, заједно са Пијарестичком црквом у Гимназијској улици број 2. Заједно припадају Старом градском језгру, као Просторно културно-историјске целине од великог значаја.

## Архитектура зграде
Двоспратна грађевина има основу у облику латиничног слова „L”. Kраћим крилом је постављена на регулациону линију Гимназијске улице док дуже крило заузима десну страну парцеле. У периоду од 150 година зграда је претрпела многобројне измене па тако и улична фасада. Kрајем 19. века зграда је имала централно постављену атику са барокним одликама извијених линија, испод које је била велика стаклена површина вероватно за потребе свечане сале. Улаз у зграду је био крајње десно, на месту садашњег трокрилног прозора. Фасада је пиластрима била подељена на пет вертикалних поља од којих је централно било наглашено надвишеним делом атике и прекидом поткровног венца.
Радовима седамдесетих година 20. века, уклоњена је целокупна малтерска пластика, а приземље је у потпуности измењено пробијањем централно постављеног улаза и нових отвора за трокрилне прозоре, уместо некадашњих двокрилних. Улазна врата и декоративни оквир носе одлике модерне архитектуре тако да је у обликовном погледу зграда деградирана и сасвим осиромашена. Приземље је обрађено у вештачком камену са поделом фугама која имитира камене тесанике. Добијена фасада одражава збрку у мешању елемената архитектуре између два рата, са остацима оригиналног изгледа сачуваних у барокној атици, богато профилисаном потрковном венцу и облицима дрвенарије прозора на првом и другом спрату.